# Austroomphaliaster nahuelbutensis
Austroomphaliaster es un género de hongos de la familia Tricholomataceae. Es un género monotípico, que contiene una única especie: Austroomphaliaster nahuelbutensis, también conocido como gran puma, Esta especie se encontró en zonas templadas de América del Sur, viviendo en robles y coihues.
La especie fue documentada una sola vez en la década de 1980 por el micólogo chileno Norberto Garrido. En mayo de 2023, un equipo de micólogos liderados por la Fundación Fungi encontró ejemplares en el parque nacional Nahuelbuta que tras ser sometidos a análisis de ADN comparado con las especies recolectadas por Garrido, se demostró su coincidencia.